# Geniu (armă)

Semnul de armă al geniului din România interbelică

Monumentul eroilor din arma geniului, București

Geniu este denumirea generică a unei arme ce cuprinde trupe specializate pentru executarea lucrărilor de fortificații, de drumuri, de poduri etc. Membrii unităților militare de geniu sunt numiți geniști sau pionieri.